# Lucjusz Ampeliusz
Lucjusz Ampeliusz (łac. Lucius Ampelius) – rzymski pisarz, autor zachowanego do czasu współczesnych krótkiego kompendium Liber memorialis (Repetytorium, czyli co mały Rzymianin powinien wiedzieć o świecie).
W Liber memorialis autor zawarł przegląd  wiadomości z różnych dziedzin wiedzy: kosmografii, mitologii, historii, geografii, prawa. Część historyczna oparta jest na Liwiuszu i Neposie, pozostałe wiadomości zdradzają wpływ Nigidiusza Figulusa, Warrona i dokonań uczonych aleksandryjskich. O samym Ampeliuszu nie zachowały się żadne informacje. Jego życie przypadło prawdopodobnie na czasy Hadriana lub Antoninusa Piusa, chociaż część filologów datuje je na IV wiek.

## Dzieła
- Lucjusz Ampeliusz, Repetytorium, czyli co mały Rzymianin powinien wiedzieć o świecie, tłum. Bartosz Jan Kołoczek, Poznań 2016.